# HDAX
Le HDAX est un indice boursier allemand constitué de 100 entreprises : celles du DAX, du MDAX et du TecDAX.